# Ципанович Василь Андрійович
Василь Андрійович Ципанович (12 (25) серпня 1902, село Шарівка Подільської губернії, тепер Ярмолинецький район Хмельницької області — † 2 квітня 1965, місто Москва) — радянський військовий діяч, депутат Верховної Ради УРСР 4-го скликання. Кандидат в члени ЦК КПУ в 1952–1956 роках.

## Біографія
Українець. З 1924 року служив у Військово-морському флоті СРСР. З грудня 1924 до жовтня 1926 року навчався в Машинній школі в Севастополі. 
1925 року став членом ВКП(б).
З жовтня 1925 до грудня 1927 року —  молодший командир-машиніст, а з січня 1928 до листопада 1929 року —   політрук роти Морських сил Чорного моря. У листопаді 1929 — жовтні 1932 р. — слухач паралельних класів при Військово-морському училищі імені М.В.Фрунзе.
У жовтні 1932—грудні 1934 рр. — начальник підготовчого курсу, командир роти, командир артилерійської групи, одночасно викладач історії стрільби Військово-морського училища імені М.В.Фрунзе. У грудні 1934—квітні 1938 рр. навчався на командному факультеті Військово-морської академії імені К.Є. Ворошилова.
У лютому 1938—лютому 1939 рр. — радянський військовий радник при командирі Військово-морської бази Картахена республіканського флоту Іспанії. У лютому—серпні 1939 р. — комендант Совгаванського укріпленого району Тихоокеанського флоту. У серпні 1939—червні 1941 рр. — начальник штабу Північної Тихоокеанської флотилії. У червні 1941—серпні 1945 рр. — командир Владимиро-Ольгинської Військово-морської бази Тихоокеанського флоту.
Учасник Другої світової війни. У серпні 1945—1950 рр. — командир Військово-морської бази Порт-Артур Тихоокеанського флоту (Китай).
У травні 1950—квітні 1952 рр. — начальник штабу - 1-й заступник командувача 7-м Військово-морським флотом СРСР. У травні—вересні 1952 р. — у розпорядженні Управління кадрів ВМС СРСР.
У вересні 1952—вересні 1955 рр. — командувач Дунайською військовою флотилією СРСР. У вересні 1955—січні 1956 рр. — у розпорядженні Головнокомандувача ВМФ СРСР. З січня 1956 року — у відставці.

## Звання
- контр-адмірал (5.11.1944)
- віце-адмірал (27.01.1951)

## Нагороди
- орден Леніна (1950)
- чотири ордена Червоного Прапора (1943, 1944, 1945, 1955)
- орден Нахімова 2-го ступеня (1946)
- китайський орден
- орден Державного Прапора 2-го ступеня (КНДР)
- медалі